# Vasian Patrikeyev
Vasián Patrikéyev (del ruso: Вассиан Патрикеев), también conocido como Vasián Kosói (del ruso: Вассиан Косой), o knyaz Vasili Ivánovich Patrikéyev (del ruso: Василий Иванович Патрикеев) (alrededor de 1470 - entre 1531 y 1545) fue un eclesiástico, político y escritor ruso, descendiente del Gran Duque de Lituania Gediminas.

## Acciones políticas
Se sabe que fue uno de los líderes de la facción boyarda que apoyó al zarévich Dmitri Ivánovich (nieto de Iván III) en su lucha contra el hijo de Sofía Paleóloga, Basilio, por la sucesión al trono.
En los asuntos eclesiásticos, el partido boyardo generalmente estaba próximo a ideas heréticas y en círculos de amor libre.
En 1499, Iván III averiguó que se estaba fraguando una conspiración contra Vasili y ordenó que se arrestara a los instigadores (aunque curiosamente en momentos previos el mismo zar había favorecido a Dmitri). Vasián fue forzado a realizar votos monásticos y fue enviado al Monasterio Kirilo-Belozerski (hoy en la óblast de Vólogda).

## Carrera eclesiástica
En el monasterio, Patrikéyev se convertiría en alumno de Nil Sorski y se identificaría con su filosofía. Ambos se desplazarían a Moscú en 1503 para asistir a un concilio de la Iglesia ortodoxa rusa (sobor), durante el cual los dos pedirían indulgencia para los herejes, oponiéndose a las opiniones de Iósif Vólotski a ese respecto, por lo que se daría un ardiente debate epistolar entre las dos facciones.
Durante el reinado de Basilio III, Patrikéyev alcanzó un importante estatus. Debido a su creciente influencia, muchos herejes escaparon de sus severos castigos. En un determinado momento, incluso el mismo zar le prohibió a Vólotski seguir difamando a Patrikéyev. Al parecer, Varlaamo, que era próximo a Nil y sus seguidores, fue elegido metropolitano de Moscú con el respaldo de Vasián.
Alrededor de 1517, Patrikéyev comenzó su obra que revisaba el así llamado Kórmchaya kniga (en ruso: Кормчая книга, o Libro de patrones; véase Derecho canónico), un códice de decretos eclesiásticos y leyes de los emperadores bizantinos. En 1518, Máximo el Griego vino desde el Monte Athos para tomar parte de su trabajo, reuniendo a su alrededor a los opositores, incluyéndose entre ellos Vasián.
En 1523, un hegúmeno iosifiano de Volokolamsk llamado Daniel fue elegido metropolitano. Poco después, la iglesia comenzó a perseguir a la oposición.
Unos años después, la influencia de Patrikéyev comenzó a debilitarse debido a su abierta crítica del divorcio de Basilio. En 1531, Vasián fue reclamado para que se presentara ante el concilio de la iglesia como reo. El metropolitano Daniel lo acusó a Patrikéyev de haber realizado una revisión no autorizada de la Kórmchaya kniga; de haber insertado ideas helenísticas; de suprimir arbitrariamente párrafos que afirmaban el derecho de los monasterios a poseer patrimonio; de levantar injurias contra obradores de milagros como San Macario Kaliázinski (de Kaliazin) y el metropolitano Jonás; de incluir "líneas heréticas" en su traducción de la Vida de Santa María de Simón Metafraste. El concilio de la iglesia lo declaró culpable y lo envió al hostil Monasterio Iósifo-Vólotski, en las afueras de Volokolamsk, donde moriría una década después.
La fecha de la muerte de Patrikéyev no está clara. No murió más tarde de 1545, y debió tener una muerte violenta, de acuerdo al colaborador más cercano de Iván el Terrible, Andréi Kurbski. No se le conoce descendencia, aunque existe una leyenda en Víborg, antiguo puerto finés actualmente en Rusia, sobre un affair secreto entre Patrikéyev-Kosói y una mujer local llamada Sigrid Toth. Este hecho debió de ocurrir durante la guerra ruso-sueca de 1495-97, cuando Vasián comandaba el ejército ruso que invadió Finlandia, en ese momento controlada por Suecia. No se menciona que tuvieran hijos, pero esa posibilidad no debe ser descartada. Existe un proyecto de investigación de ADN en curso con la intención de descubrir el origen de las dinastías Gedimínida y Ruríkida- véase [www.familytreedna.com/public/rurikid el siguiente sitio web]. Partiendo de que Vasián era un príncipe Gedimínida, este proyecto descubriría sus posibles descendientes masculinos. Probablemente se encontrarían en Finlandia, o entre la gente cuyas familias estaban en Finlandia a finales del siglo XV. Las dos familias modernas Gedimínidas que podrían ser más cercanas a la línea de Patrikéyev son la Kurakin y la Golitsin.